# Leskovca
Leskovca este o localitate din comuna Laško, Slovenia, cu o populație de 82 de locuitori.